# Góra Zamkowa (Smoleń)
Góra Zamkowa – wzgórze o wysokości około 450 m n.p.m. Znajduje się na Wyżynie Częstochowskiej, w miejscowości Smoleń w województwie śląskim, w powiecie zawierciańskim, w gminie Pilica. Na jego szczycie znajduje się Zamek w Smoleniu, a górną, porośniętą lasem część stoków objęto ochroną prawną jako rezerwat przyrody Smoleń. Na wzgórzu znajdują się dwa schroniska skalne: Okap za Leśnictwem i Schronisko Zamek pod Basztą.
Przez rezerwat przyrody Smoleń poprowadzono ścieżkę edukacyjną w postaci zamkniętej pętli okrążającej Górę Zamkową. Ustawiono przy niej wiele tablic dydaktycznych z opisem rezerwatu i zamku. Wstęp jest płatny.